# 에스에이티 (기업)
에스에이티(SAT)는 대한민국의 기업이다. 본사는 경기도 군포시 엘에스로 175 에스에이타워 7층에 위치해 있다. 대표이사는 정성원이다.

## 종속기업
한국도로전산, 와이티테크놀로지, 제주산업, 서귀포산업, 에코산업개발, 나노테크

## 역사
성암기연에서 현재의 사명으로 변경하였다.